# Augurí
Augurí (Augurinus) va ser un nom de família de les gens Genúcia i Minúcia. El nom derivava amb tota seguretat d'àugur.
Els principals personatges de la branca dels Genucis Augurins (originalment patrícia) van ser:
- Tit Genuci Augurí, cònsol de Roma el 451 aC
- Marc Genuci Augurí, cònsol de Roma el 445 aC
- Gneu Genuci Augurí (Cneus Genucius Augurinus), tribú amb poder consolar l'any 399 aC i el 396 aC

Els principals personatges de la branca dels Minucis (patrícia abans del 439 aC, després plebea) van ser:
- Marc Minuci Augurí, cònsol de Roma el 497 aC
- Publi Minuci Augurí, cònsol de Roma el 492 aC
- Lluci Minuci Esquilí Augurí cònsol el 458 aC
- Quint Minuci Esquilí Augurí, cònsol de Roma el 457 aC
- Lluci Minuci Augurí, prefecte de l'annona el 439 aC
- Tiberi Minuci Augurí, cònsol de Roma el 305 aC
- Marc Minuci Auguri, tribú del poble el 216 aC
- Gai Minuci Augurí, tribú del poble el 187 aC
- Tiberi Minuci Augurí Mol·licul, pretor peregrí el 180 aC